# Bikkel Bikes
Bikkel Bikes is een kleine Nederlandse fietsfabrikant uit Weert (provincie Limburg).

## Geschiedenis
De onderneming ging van start in 1994, toen Henk Ruijten in Weert begon met het ontwerpen en produceren van fietsen. Al snel kwam hij in contact met de firma Verwimp in Valkenswaard die de verkoop op zich wilde nemen voor Nederland en België, zodat Ruijten zich kon concentreren op productie en ontwikkeling. In 2007 begon de onderneming met de export van fietsen naar Canada en de Verenigde Staten. Er zijn anno 2022 ook verkooppunten in Duitsland en Frankrijk. 

## Producten
In 2004 maakte het bedrijf vooral toer- en hybride fietsen, maar ook ATB's, racefietsen en tandems. In de jaren 2020 houdt Bikkel Bikes zich met name bezig met het produceren van elektrische fietsen. 

## Onderscheidingen
Het 'relatief onbekende merk', zoals ANWB-tijdschrift Kampioen het noemde, wist in het voorjaar van 2006 tot tweemaal toe een eerste plaats te behalen in fietstesten van de ANWB. Het type Bikkel Nunhem behaalde in mei 2006 de eerste plaats in het type 'recreatieve fiets', een maand eerder werd het type Toeractief al testwinnaar in een vergelijking van achttien toerfietsen. 
In 2023 is Bikkel Bikes uitgeroepen tot FD Gazelle 2023. Deze eervolle onderscheiding, toegekend door het gerenommeerde Financiële Dagblad (FD), erkent Bikkel Bikes Group B.V. als een van de snelst groeiende bedrijven in Nederland. Slechts 1003 bedrijven zijn geselecteerd voor deze prestigieuze lijst, wat de buitengewone groei en inzet van Bikkel Bikes Group B.V. weerspiegelt. 